# Juliet Taylor
Juliet Sewell Taylor ist eine US-amerikanische Casting-Direktorin. 2024 gab die Academy of Motion Picture Arts and Sciences bekannt, dass sie mit dem Ehrenoscar geehrt werden würde.

## Leben
Taylor wuchs in Greenwich, Connecticut, auf und besuchte die Miss Porter’s School und das Smith College, wo sie ihr Hauptfach Theater studierte. Sie heiratete am 10. Juli 1976 James Edward Walsh.
Nach ihrem Abschluss zog Taylor nach New York, wo sie über einen Kontakt am Smith College als Empfangsdame für den Theaterproduzenten David Merrick angestellt wurde. Ein Jahr später begann sie für die Casting-Direktorin Marion Dougherty zu arbeiten. 1973 verließ Dougherty die Casting-Abteilung, um Produzentin zu werden, und Taylor leitete die Firma bis 1977, als sie zur Direktorin der Ostküsten-Casting-Abteilung von Paramount Pictures ernannt wurde.  Ihr erster Solo-Casting-Credit war für Der Exorzist. 1979 schrieb das New York Magazine in einer Reportage mit dem Titel „The Casting Director“: „In der Filmindustrie wird allgemein zugegeben, dass Juliet Taylor die beste und bei weitem wichtigste Casting-Direktorin ist.“
Taylor war 2013 in der HBO-Dokumentation Casting By zu sehen. 1990 erhielt sie die Smith College Medal.

## Filmografie

### Film
| Jahr | Film                                           | Filmregisseur                    |
| ---- | ---------------------------------------------- | -------------------------------- |
| 1973 | Der Exorzist                                   | William Friedkin                 |
| 1975 | Die letzte Nacht des Boris Gruschenko          | Woody Allen                      |
| 1975 | Die Frauen von Stepford                        | Bryan Forbes                     |
| 1975 | The Happy Hooker                               | Nicholas Sgarro                  |
| 1976 | Der Strohmann                                  | Martin Ritt                      |
| 1976 | Der Marathon-Mann                              | John Schlesinger                 |
| 1976 | Network                                        | Sidney Lumet                     |
| 1976 | Ein Haar in der Suppe                          | Paul Mazursky                    |
| 1976 | Taxi Driver                                    | Martin Scorsese                  |
| 1977 | Der Stadtneurotiker                            | Woody Allen                      |
| 1977 | Zwischen den Zeilen                            | Joan Micklin Silver              |
| 1977 | Unheimliche Begegnung der dritten Art          | Steven Spielberg                 |
| 1977 | Heut' beklau'n wir unsere Bank                 | Joseph Jacoby                    |
| 1977 | Julia                                          | Fred Zinnemann                   |
| 1977 | Am Wendepunkt                                  | Herbert Ross                     |
| 1977 | Thieves                                        | John Berry                       |
| 1978 | Innenleben                                     | Woody Allen                      |
| 1978 | Pretty Baby                                    | Louis Malle                      |
| 1978 | Olivers Story                                  | John Korty                       |
| 1979 | Manhattan                                      | Woody Allen                      |
| 1979 | Auf ein Neues                                  | Alan J. Pakula                   |
| 1980 | Stardust Memories                              | Woody Allen                      |
| 1981 | Arthur – Kein Kind von Traurigkeit             | Steve Gordon                     |
| 1981 | The Bronx                                      | Daniel Petrie                    |
| 1981 | Da steht der ganze Freeway Kopf                | John Schlesinger                 |
| 1981 | Das Rollover-Komplott                          | Alan J. Pakula                   |
| 1982 | Eine Sommernachts-Sexkomödie                   | Woody Allen                      |
| 1982 | Der Konflikt – Du oder Beide                   | Alan Parker                      |
| 1982 | In der Stille der Nacht                        | Robert Benton                    |
| 1982 | Der Sturm                                      | Paul Mazursky                    |
| 1983 | Zeit der Zärtlichkeit                          | James L. Brooks                  |
| 1983 | Zelig                                          | Woody Allen                      |
| 1984 | Birdy                                          | Alan Parker                      |
| 1984 | Broadway Danny Rose                            | Woody Allen                      |
| 1984 | Crackers – Fünf Gauner machen Bruch            | Louis Malle                      |
| 1984 | Der Liebe verfallen                            | Ulu Grosbard                     |
| 1984 | The Killing Fields – Schreiendes Land          | Roland Joffé                     |
| 1984 | Unverstanden                                   | Jerry Schatzberg                 |
| 1985 | Alamo Bay                                      | Louis Malle                      |
| 1986 | Hannah und ihre Schwestern                     | Woody Allen                      |
| 1986 | Sodbrennen                                     | Mike Nichols                     |
| 1986 | Manhattan Project – Der atomare Alptraum       | Marshall Brickman                |
| 1986 | Mission                                        | Roland Joffé                     |
| 1987 | Radio Days                                     | Woody Allen                      |
| 1987 | September                                      | Woody Allen                      |
| 1988 | Eine andere Frau                               | Woody Allen                      |
| 1988 | Big                                            | Penny Marshall                   |
| 1988 | Biloxi Blues                                   | Mike Nichols                     |
| 1988 | Gefährliche Liebschaften                       | Stephen Frears                   |
| 1988 | Mississippi Burning – Die Wurzel des Hasses    | Alan Parker                      |
| 1988 | Die Waffen der Frauen                          | Mike Nichols                     |
| 1989 | Verbrechen und andere Kleinigkeiten            | Woody Allen                      |
| 1989 | New Yorker Geschichten                         | Woody Allen / Scorsese / Coppola |
| 1990 | Alice                                          | Woody Allen                      |
| 1990 | Grifters                                       | Stephen Frears                   |
| 1990 | Grüße aus Hollywood                            | Mike Nichols                     |
| 1990 | Himmel über der Wüste                          | Bernardo Bertolucci              |
| 1991 | In Sachen Henry                                | Mike Nichols                     |
| 1991 | Schatten und Nebel                             | Woody Allen                      |
| 1992 | Ehemänner und Ehefrauen                        | Woody Allen                      |
| 1992 | Ein ganz normaler Held                         | Stephen Frears                   |
| 1992 | Showtime – Hilfe, meine Mama ist ein Star      | Nora Ephron                      |
| 1993 | Manhattan Murder Mystery                       | Woody Allen                      |
| 1993 | Schindlers Liste                               | Steven Spielberg                 |
| 1993 | Schlaflos in Seattle                           | Nora Ephron                      |
| 1994 | Angie                                          | Martha Coolidge                  |
| 1994 | Bullets over Broadway                          | Woody Allen                      |
| 1994 | Interview mit einem Vampir                     | Neil Jordan                      |
| 1994 | Lifesavers – Die Lebensretter                  | Nora Ephron                      |
| 1994 | Willkommen in Wellville                        | Alan Parker                      |
| 1994 | Wolf – Das Tier im Manne                       | Mike Nichols                     |
| 1995 | Geliebte Aphrodite                             | Woody Allen                      |
| 1996 | The Birdcage – Ein Paradies für schrille Vögel | Mike Nichols                     |
| 1996 | Alle sagen: I love you                         | Woody Allen                      |
| 1996 | Mary Reilly                                    | Stephen Frears                   |
| 1997 | Harry außer sich                               | Woody Allen                      |
| 1998 | Celebrity – Schön. Reich. Berühmt.             | Woody Allen                      |
| 1998 | Rendezvous mit Joe Black                       | Martin Brest                     |
| 1998 | Mit aller Macht                                | Mike Nichols                     |
| 1999 | Die Asche meiner Mutter                        | Alan Parker                      |
| 1999 | Sweet and Lowdown                              | Woody Allen                      |
| 2000 | Schmalspurganoven                              | Woody Allen                      |
| 2001 | Im Bann des Jade Skorpions                     | Woody Allen                      |
| 2002 | Hollywood Ending                               | Woody Allen                      |
| 2002 | Im inneren Kreis                               | Daniel Algrant                   |
| 2003 | Anything Else                                  | Woody Allen                      |
| 2003 | Das Leben des David Gale                       | Alan Parker                      |
| 2004 | Marie and Bruce                                | Tom Cairns                       |
| 2004 | Melinda und Melinda                            | Woody Allen                      |
| 2004 | Die Frauen von Stepford                        | Frank Oz                         |
| 2005 | Die Dolmetscherin                              | Sydney Pollack                   |
| 2005 | Match Point                                    | Woody Allen                      |
| 2006 | Scoop – Der Knüller                            | Woody Allen                      |
| 2007 | Cassandras Traum                               | Woody Allen                      |
| 2008 | Vicky Cristina Barcelona                       | Woody Allen                      |
| 2009 | Whatever Works – Liebe sich wer kann           | Woody Allen                      |
| 2010 | Ich sehe den Mann deiner Träume                | Woody Allen                      |
| 2011 | Midnight in Paris                              | Woody Allen                      |
| 2012 | To Rome with Love                              | Woody Allen                      |
| 2013 | Blue Jasmine                                   | Woody Allen                      |
| 2014 | Magic in the Moonlight                         | Woody Allen                      |
| 2015 | Irrational Man                                 | Woody Allen                      |
| 2016 | Café Society                                   | Woody Allen                      |

### Fernsehen
| Jahr | Film                  | Regisseur    | Notes               |
| ---- | --------------------- | ------------ | ------------------- |
| 1994 | Don't Drink the Water | Woody Allen  | ABC television film |
| 2001 | Wit                   | Mike Nichols | HBO television film |
| 2003 | Engel in Amerika      | Mike Nichols | HBO miniseries      |